# Dundee Chess Club
Dundee Chess Club – szkocki klub szachowy z siedzibą w Dundee, sześciokrotny zdobywca Richardson Cup.

## Historia
Klub został założony 8 lutego 1847 roku i początkowo był skupiskiem elity miejskiej. W 1867 roku gościem klubu był Wilhelm Steinitz. W 1899 roku zespół wygrał pierwszą edycję Richardson Cup, pokonując w finale Edinburgh Chess Club. W roku 1923 w klubie gościł Aleksandr Alechin. W roku 1985 Dundee po raz drugi zdobyło Richardson Cup, wygrywając finał z Cathcart Chess Club. W sezonie 1985/1986 klub zadebiutował w Pucharze Europy. W pierwszej rundzie szkocki klub grał z GS Banco di Roma; pojedynek przegrano 3,5:8,5. W latach 1989–1991 zespół trzy razy z rzędu wygrał Richardson Cup. W sezonie 1991/1992 po raz drugi w historii klub grał w Pucharze Europy. W pierwszej rundzie przeciwnikiem Dundee była Bosna Sarajewo, która pokonała szkocki zespół 8:4. W kadrze zespołu znajdowali się wówczas m.in. Paul Motwani i Colin McNab. Z powodu problemów lokalowych w pierwszej połowie lat 90. klub połączył się z Victoria Chess Club, przyjmując formalną nazwę Dundee & Victoria Chess Club. W 1995 roku Dundee & Victoria wygrał Richardson Cup.